# Shibin El Kom
Shibīn El Kom (Shibīn el-Kōm o Shibīn al-Kawm  in arabo شبين الكوم‎?, Shibīn al-Kawm) è una città dell'Egitto, di circa 187 000 abitanti, capoluogo del Governatorato di al-Manufiyya. La città si trova nella regione del delta del Nilo a circa 60 km a nord del Cairo.
Shibīn El Kom è circa 16 km a est del ramo Bolbitinico del Nilo, sul lato ovest del Canale di Shibin, una canale artificiale che parte dalla diga di al-Khayriyya (a nord del Cairo ove il Nilo si biforca) per irrigare la regione alluvionale fra i due rami principali del Nilo (ramo di Rosetta e ramo di Damietta). 
Shibīn El Kom è un centro amministrativo e commerciale. Le principali coltivazioni della zona sono cotone, lino e cereali. Vi sono industrie tessili e di produzione di sigarette.
La città non è attraversata dalle principali strade del Delta, ma è collegata ai principali centri urbani della regione (Tanta a nord e Il Cairo a sud) per ferrovia. 
A Shibīn El Kom ha sede l'Istituto Superiore di Agricoltura e la Facoltà di Lingua Araba della Università al-Azhar del Cairo.